# Thomas Wright (Geologe)
Thomas Wright (* 9. November 1809 in Paisley; † 17. November 1884 in Cheltenham) war ein schottischer Arzt und Paläontologe.

## Leben
Wright studierte Anatomie und Pathologie am Royal college of Surgeons in Dublin. Aufgrund einer Schnittwunde, die er sich während des Sezierens zuzog, musste er das Fachgebiet wechseln, und begann 1832 mit dem Studium der Chirurgie am College of Surgeons in London. 1846 erwarb er den Grad eines Medical Doctors an der St. Andrews University, und zog kurze Zeit später nach Cheltenham, um als Chirurg am Cheltenham General Hospital und im Cheltenham Dispensary zu arbeiten.
In seiner Freizeit widmete er sich der Geologie und wurde Mitglied im 1846 gegründeten Cotteswold Naturalists’ Club. Im Laufe der Zeit trug er eine Sammlung ausgewählter Ammoniten und Stachelhäuter des Jura zusammen. Zwischen 1855 und 1882 arbeitete er an den Monographien der Palaeontographical Society über die fossilen Echinodermen des Jura und der Kreide der Britischen Inseln mit. Wright veröffentlichte eine Reihe von Arbeiten über Fossilien, die er in den Cotswolds gesammelt hatte, darunter die mehrbändige Arbeit Lias Ammonites of the British Isles, deren letzter Band 1885 posthum erschien. 1878 wurde ihm die Wollaston-Medaille verliehen, und ein Jahr später wurde er Fellow of the Royal Society. Bereits seit 1855 war er Mitglied der Royal Society of Edinburgh.
Nach seinem Tod wurde ein Teil seiner Fossiliensammlung an das British Museum verkauft, andere Teile gingen an das Natural History Museum, B.G.S. Keyworth und an das National Museum of Victoria in Melbourne.